# Junior Campbell
Junior Campbell, geboren als William Campbell Jr., (Glasgow, 31 mei 1947) is een Schotse zanger, muzikant, componist, songwriter, producent en arrangeur.

## Jeugd
Campbell groeide op in Springboig, het oostelijke deel van Glasgow en werd opgeleid aan de Thorntree Primary in Greenfield en aan de Eastbank Academy in Shettleston. Zijn grootvader Alfredo Cancellari was een immigrant van Italiaanse afkomst, afkomstig uit de buurt van Lucca in Italië, die zijn achternaam wijzigde in Campbell begin 1900, toen hij zich vestigde in Schotland.
Als jongeling had Campbell een duidelijk opmerkelijke stijl van gitaar spelen, zodanig dat hij, in overeenstemming tot Albert King en Dick Dale, rechtshandig speelde, linkshandig letterlijk ondersteboven zonder het veranderen van de bespanning (anders dan Jimi Hendrix en Paul McCartney. Hij voegde zich bij Pat Fairley om The Gaylords te formeren op zijn 14e verjaardag in mei 1961. Later werd dit Dean Ford & the Gaylords, daarna The Marmalade in 1966. Hij speelde leadgitaar, piano en hij zong ook.

## Carrière
Met The Marmalade schreef en produceerde hij tussen 1967 en 1971 de miljoenenseller Reflections of My Life, Rainbow en I See the Rain en meerdere hits. Campbells gitaarsolo in Refections of My Life en I See the Rain zijn bepaald opmerkelijk, het laatste was het favoriete deel van Jimi Hendrix uit 1967.
Tijdens zijn jaren bij The Marmalade, gebruikte de band Keith Mansfield als orkest-arrangeur op al hun eerste opnamesuccessen bij CBS Records, inclusief Loving Things, Wait For Me Mary Ann, Obladi Oblada, Baby Make It Soon en ook Reflections of My Life, toen de band wisselde naar Decca Records.
Vermoeid van het toeren, verliet Campbell The Marmalade in maart 1971. Tijdens de jaren 1970 had hij twee zelfgeschreven soloplaten uitgebracht: Hallelujah Freedom (#9, 1972) met achtergrondzang van Doris Troy en Sweet Illusion (#15, 1973), die zich plaatsten in de top 20 van de Britse hitlijst.
Hij ging instrumentatie en compositie studeren met Eric Gilder en Max Saunders aan het Royal College of Music en werd arrangeur en platenproducent voor vele artiesten zoals Miller Anderson, (Bright City, 1971), Matthews Southern Comfort, Barry Ryan, The Tremeloes, Freddie Starr en Barbara Dickson, waarvan hij haar eerste hitsingle en album Answer Me arrangeerde en produceerde. Hij arrangeerde en leidde Dicksons optredens tijdens haar eerste seizoenstest bij de BBC-series The Two Ronnies (1976).
Campbell componeerde muziek voor tv-drama's en –films, met inbegrip van de oorlogsfilm That Summer of White Roses (1989) met Tom Conti, Rod Steiger, Susan George en Alun Armstrong, de fantasyfilm Merlin: The True Story (alias October 32nd, 1993) met Nadia Cameron-Blakey, James Hong, Richard Lynch en Rodney Wood en het BBC Worldwide Television-drama en BAFTA winnaar Taking Over the Asylum (1994) met Ken Stott, David Tennant en Elizabeth Spriggs.
Hij componeerde ook de muziek voor voor de BBC-aanpassing van het moordmysterie The Scold's Bridle van Minette Walters, met Miranda Richardson, Bob Peck, Siân Phillips, Douglas Hodge, Trudie Styler en Beth Winslet.
Campbell schreef de muziek en tekst voor de internationaal succesvolle kinder-tv-series Thomas the Tank Engine and Friends en TUGS met Mike O'Donnell, componeerde alle muziek en songs tijdens de klassieke periode van de Thomas-films van 1984 tot 2003, maar toen de rechten van de productie in 2003 overgingen in andere handen, beëindigde Campbell de series na een langdurig geschil met de nieuwe eigenaars HIT Entertainment.

## Privéleven
Campbell woont nabij Horsham in Sussex met zijn echtgenote Susie

## Discografie

### Singles
- 1971: Goodbye Baby Jane / If I Call Your Name (Deram Records)
- 1972: Hallelujah Freedom / Alright With Me (Deram Records)
- 1973: Sweet Illusion / Ode To Karen (Deram Records)
- 1973: Reach Out (An' Help Your Fellow Man) / Pretty Belinda (Deram Records)
- 1974: Sweet Lady Love / If I Could Believe You Darlin' (Deram Records)
- 1974: Ol Virginia / Wullie Sings The Blues (Deram Records)
- 1976: Carabino Lady / Southern Man (Rocket)
- 1976: Here Comes The Band / Pick Up (Rocket)
- 1977: Baby Hold On / Long Long Road (Rocket)
- 1978: Highland Girl / Climb on Board (Private Stock Records)
- 1978: America / Radio Man (Private Stock Records)

Dean Ford and the Gaylords
- 1964: Twenty Miles / What's The Matter With Me (Columbia Records)
- 1964: Mr Heartbreak's Here Instead / I Won't (Columbia Records)
- 1965: The Name Game / That Lonely Feeling (Columbia Records)
- 1965: He's A Good Face (But He's Down And Out) / You Know It Too (Columbia Records)

The Marmalade
- 1966: Its All Leading up to Saturday Night
- 1966: Can't Stop Now
- 1967: I See The Rain
- 1967: Man in a Shop
- 1968: Lovin' Things
- 1968: Wait For Me Mary-Anne
- 1968: Ob-La-Di, Ob-La-Da
- 1969: Baby Make It Soon
- 1969: Butterfly
- 1969: Reflections of My Life
- 1970: Rainbow
- 1971: My Little One
- 1971: Cousin Norman

### Albums
- 1974: Second Time Around Deram Records
- 2001: Second Time Around Sanctuary Records - de compilatie bevat oorspronkelijke Deram album en alle Deram/Private Stock singles, plus een selectie van eerdere niet-uitgebrachte nummers.

### Compilatie
In november 2013 werd Junior Campbell – The Very Best Of .... Back Then uitgebracht door Union Square Music. Het was een compilatiealbum met 32 nummers, beschikbaar voor digitale download.
- Biblioteca Nacional de España: XX1793309
- Bibliothèque nationale de France: cb14191697v (data)
- Gemeinsame Normdatei: 1162153857
- International Standard Name Identifier: 0000 0001 1682 0693
- Library of Congress Control Number: no2005033053
- MusicBrainz: db03ed82-8086-4726-bcae-d3a64e444b40
- Virtual International Authority File: 86485605